# Torralbilla
Torralbilla – gmina w Hiszpanii, w prowincji Saragossa, w Aragonii, o powierzchni 25,86 km². W 2011 roku gmina liczyła 56 mieszkańców.